# John Lennon Anthology
John Lennon Anthology ist der Titel eines Vier-CD-Kompilationsalbums von John Lennon, das 94 Titel umfasst, die bis dahin in dieser Form nicht (legal) veröffentlicht worden waren und es ist das zehnte postum erschienene Album nach Lennons Tod im Jahr 1980. Gleichzeitig ist es einschließlich der acht Solo-Studioalben, der drei Avantgarde-Alben mit seiner Frau Yoko Ono, der beiden Livealben, der beiden Interviewalben und der Kompilationsalben das insgesamt 22. Album John Lennons. Es wurde am 2. November 1998 in Großbritannien und am 3. November 1998 in den USA veröffentlicht.

## Entstehungsgeschichte
Zwischen dem 25. Januar 1988 bis zum 23. März 1992 wurden 218 Sendungen unter dem Titel the lost lennon tapes im US-amerikanischen Radio gesendet. Dies hatte zur Folge, dass diese unveröffentlichten Aufnahmen auch durch Bootlegs verbreitet wurden, und so einem größeren Publikum zugänglich waren. Aber erst sechseinhalb Jahre nach Ausstrahlung der letzten Radiosendung wurde diese Vierfach-CD-Box als Kompilationsalbum mit unveröffentlichten Titeln, Outtakes, Demos und Liveauftritten von John Lennon veröffentlicht. Die EMI ließ alle Masterbänder, die sie von Lennons-Sessions besaßen, zur Lagerung in die Abbey Road Studios transportieren, insgesamt 447 Tonbandrollen, zusammen mit handschriftlichen Notizen und einigen Textblättern. Sie hatten lediglich die Aufnahmebänder des John Lennon/Plastic Ono Band Albums, alle weiteren Aufnahmen waren in den Vereinigten Staaten.
Ursprünglich wurde Mark Lewisohn, der schon für die Zusammenstellung der CD-Box Lennon verantwortlich war, in 1991 beauftragt eine Liste mit Liedern zu erstellen, die für eine Veröffentlichung geeignet wäre. Anfang des Jahres 1994 waren die Vorbereitungsarbeiten abgeschlossen, so dass CD-Testpressungen hergestellt wurden, allerdings wurden danach weitere Arbeiten eingestellt. Yoko Ono entzog Mark Lewisohn den Auftrag, nachdem Lewisohn eine Vereinbarung zwischen dem Autor Mark Hertsgaard und EMI ausgehandelt hatte, um Hertsgaard Zugang zu den Session-Aufnahmen der Beatles zu ermöglichen. Ono und George Harrison waren mit der Entscheidung nicht einverstanden und Lewisohn wurde beschuldigt, obwohl EMI die Erlaubnis erteilt hatte.
Der geplante Veröffentlichungstermin, Herbst 1994, konnte nicht mehr eingehalten werden. Vier Jahre später, im Jahr 1998 stellten Rob Stevens und Yoko Ono die CD-Box endgültig fertig, wobei auf die Zusammenstellung von Mark Lewisohn zurückgegriffen wurde, aber auch umfangreiches neues Material gesichtet wurde. Auf vier Lieder von Lewisohns Zusammenstellung wurde verzichtet: eine alternative Version von Cold Turkey, jeweils eine Demoaufnahme von Give Me Some Truth und Luck of the Irish sowie das Lied Just Because, das mit einem Abschiedsgruß an Paul McCartney, George Harrison, Ringo Starr und den Zuhörern endet.
Die vier CDs haben jeweils eigenständige Cover (Zeichnungen von John Lennon, teilweise koloriert) und befinden sich in einem Pappschuber; weiterer Inhalt ist ein 60-seitiges Begleitheft, das Liedtexte, Erläuterungen zu den einzelnen Titeln und den CDs, eine Einleitung von Yoko Ono und Erläuterungen zu John Lennons künstlerischen Aktivitäten von Anthony De Curtis enthält. Es enthält auch eine von Lennon und Ono 1979 geschriebene Zeitungsanzeige, die ursprünglich in der New York Times veröffentlicht wurde, mit dem Titel „Ein Liebesbrief von John und Yoko an Leute, die uns fragen, was, wann und warum“, in dem sie versuchten, ihre Fans darüber zu informieren, warum in den letzten Jahren so wenig von ihnen gehört worden war.
Als Produzenten werden lediglich Yoko Ono und Rob Stevens erwähnt, was wohl ausschließlich für die Produktion der CD-Box gilt, da im Begleitbuch für die Musik weitere Produzenten angegeben werden.
Die vier CDs haben jeweils eigene Titel, die den jeweiligen Lebensabschnitt von John Lennon charakterisieren sollen:
- CD 1: Ascot (Zeitraum 1969–1971)
- CD 2: New York City (Zeitraum 1971–1973)
- CD 3: The Lost Weekend (Zeitraum 1973–1974)
- CD 4: Dakota (Zeitraum 1975–1980)

Bei dieser Auswahl wurden aber folgende Lieder chronologisch nicht korrekt zugeordnet: CD 2: Goodnight Vienna (1974) und Real Love (1979), CD 3: Stranger’s Room (1980), CD 4: Only You (And You Alone) (1974).
Das Homedemo Mind Games wurde zwar im Jahr 1970 aufgenommen, wurde aber erst 1973 für das Album Mind Games fertiggestellt und ist somit korrekt zugeordnet.
Weitere bis dato unveröffentlichte Aufnahmen erschienen nach dem Tod von John Lennon (teilweise) auf den Alben Live in New York City (1986), Menlove Ave. (1986), Acoustic (2004), The U.S. vs. John Lennon (2006) und Signature Box – CD 11: Home Tapes (2010).
Bedingt durch die eingangs erwähnte Radioserie the lost lennon tapes ist es nachweislich, dass noch weitere Lieder von John Lennon unveröffentlicht sind.

## Informationen zu einzelnen Liedern
- John Lennon überließ Ringo Starr seine Komposition I’m the Greatest für das Album Ringo. Bei der Aufnahme des Stücks am 13. März 1973 spielte Lennon Klavier und übernahm den Hintergrundgesang, George Harrison spielte Gitarre, Ringo Starr sang und spielte Schlagzeug. Damit fehlte nur Paul McCartney zu einer Beatles-Reunion. Den Bass spielte allerdings Klaus Voormann, die Orgel Billy Preston. Bei der Version, die auf dem Album Anthology veröffentlicht wurde handelt es sich um eine Studioversion, bei der Lennon singt.
- Das Lied Grow Old With Me beinhaltet eine zusätzliche, nachträglich eingespielte Orchestrierung von George Martin; ursprünglich erschien das Lied im Jahr 1984 als Demoaufnahme auf dem Album Milk and Honey.

## Covergestaltung
Die Covergestaltung erfolgte von Roger Gorman/Reiner Design NYC und Yoko Ono. Die Coverzeichnung stammt von John Lennon.

## Veröffentlichung
Die Box wurde nicht als LP-Version veröffentlicht. Die CD-Veröffentlichung von 1998 wurde bisher nicht neu remastert.
In den USA wurde die Promotion-CD Excerpts from John Lennon Anthology mit folgenden Liedern hergestellt: I'm Losing You / Working Class Hero / God / How Do You Sleep? / Imagine (Take 1) / Only You / Sean's "In The Sky".

## Single-Auskopplungen
Es wurde keine Single aus dem Album ausgekoppelt. In den USA wurden zwei CD Promotionsingles Happy Xmas (Rough Mix ’71) / Be-Bop-A-Lula und I’m Losing You / Only You an Radiosender verteilt, die aber nicht als reguläre Kaufsingles erschienen sind. In Deutschland wurde ebenfalls die Promotionsingle-CD I’m Losing You / Only You veröffentlicht.

## Titelliste
CD 1Ascot
1. Working Class Hero – 4:20
von den 8-Spur-Sessions zum Album John Lennon/Plastic Ono Band (1970)
2. God – 3:33
von den 8-Spur-Sessions zum Album John Lennon/Plastic Ono Band (1970)
3. I Found Out – 3:47
Homedemo (1970)
4. Hold On – 0:43
von den 8-Spur-Sessions zum Album John Lennon/Plastic Ono Band (1970)
5. Isolation – 3:46
von den 8-Spur-Sessions zum Album John Lennon/Plastic Ono Band (1970)
6. Love – 2:43
von den 8-Spur-Sessions zum Album John Lennon/Plastic Ono Band (1970)
7. Mother – 3:49
von den 8-Spur-Sessions zum Album John Lennon/Plastic Ono Band (1970)
8. Remember – 2:44
von den 8-Spur-Sessions zum Album John Lennon/Plastic Ono Band (1970)
9. Imagine (Take 1) – 3:21
von den 8-Spur-Sessions zum Album Imagine
10. ‘Fortunately’ – 0:19
Ausschnitt der BBC-Dokumentation 24 Hours: The World of John and Yoko (1969)
11. Baby Please Don’t Go (Walter Ward) – 4:04
von den 8-Spur-Sessions zum Album Imagine, bisher unveröffentlichtes Lied
12. Oh My Love (John Lennon/Yoko Ono) – 2:53
von den 8-Spur-Sessions zum Album Imagine
13. Jealous Guy – 2:53
von den 8-Spur-Sessions zum Album Imagine
14. Maggie Mae (Trad. Arr. John Lennon/Paul McCartney/George Harrison/Richard Starkey) – 0:52
Homedemo (1979)
15. How Do You Sleep? – 5:20
von den 8-Spur-Sessions zum Album Imagine
16. God Save Oz (John Lennon/Yoko Ono) – 3:27
von den Bill Elliott and the Elastic Oz Band Sessions (1971), hier mit John Lennon als Leadsänger
17. Do the Oz (John Lennon/Yoko Ono) – 3:08
Original Singleabmischung (1971)
18. I Don’t Want to Be a Soldier – 5:20
von den 8-Spur-Sessions zum Album Imagine
19. Give Peace a Chance – 1:52
Probeaufnahme (1969)
20. Look at Me – 2:50
von den 8-Spur-Sessions zum Album John Lennon/Plastic Ono Band (1970)
21. Long Lost John (Trad. Arr. John Lennon) – 2:14
von den 8-Spur-Sessions zum Album John Lennon/Plastic Ono Band (1970), bisher unveröffentlichtes Lied

CD 2New York City
1. New York City – 0:55
Homedemo (1972)
2. Attica State (live) (John Lennon/Yoko Ono) – 4:25
Liveauftritt “At the Apollo”, 17. Dezember 1971
3. Imagine (live) – 3:11
Liveauftritt “At the Apollo”, 17. Dezember 1971
4. Bring on the Lucie (Freda Peeple) – 4:07
von den 16-Spur-Sessions zum Album Mind Games (1973)
5. Woman Is the Nigger of the World (John Lennon/Yoko Ono) – 0:39
Homedemo (1972)
6. Geraldo Rivera – One to One Concert – 0:39
Liveauftritt beim “One to One Concert”, 30. August 1972
7. Woman Is the Nigger of the World (live) (John Lennon/Yoko Ono) – 5:14
Liveauftritt beim “One to One Concert”, 30. August 1972
8. It’s So Hard (live) – 3:09
Liveauftritt beim “One to One Concert”, 30. August 1972
9. Come Together (live) (Lennon/McCartney) – 4:19
Liveauftritt beim “One to One Concert”, 30. August 1972
10. Happy Xmas (War Is Over) (John Lennon/Yoko Ono) – 3:32
Noch nicht fertige Abmischung (1971)
11. Luck of the Irish (live) (John Lennon/Yoko Ono) – 3:42
Liveauftritt beim “John Sinclair Benefit Concert” in Ann Arbor, 10. Dezember 1971
12. John Sinclair (live) – 3:43
Liveauftritt beim “John Sinclair Benefit Concert” in Ann Arbor, 10. Dezember 1971
13. The David Frost Show – 0:52
Gespräch von der “David Frost Show” (1971)
14. Mind Games (I Promise) – 1:01
Homedemo (1970)
15. Mind Games (Make Love, Not War) – 1:14
Homedemo (1970)
16. One Day at a Time – 3:13
von den 16-Spur-Sessions zum Album Mind Games (1973)
17. I Know – 3:13
Homedemo (1973)
18. I’m the Greatest – 3:37
Aufnahme mit Ringo Starr, George Harrison und Klaus Voormann (1973)
19. Goodnight Vienna – 2:42
Studiodemo, eine Neuaufnahme erfolgte durch Ringo Starr (1974)
20. Jerry Lewis Telethon – 1:59
Jerry Lewis spricht über John und Yoko kurz nach deren Auftritt (1972)
21. ‘A Kiss Is Just a Kiss’ (Herman Hupfield) – 0:11
angesungener Titel (1976)
22. Real Love – 4:13
Homedemo, hier mit Klavier und nicht akustischer Gitarre (1980)
23. You Are Here – 4:55
von den 16-Spur-Sessions zum Album Mind Games (1973)

CD 3The Lost Weekend
1. What You Got – 1:14
Homedemo (1974)
2. Nobody Loves You (When You’re Down and Out) – 5:38
von den 16-Spur-Sessions zum Album Walls and Bridges (1974)
3. Whatever Gets You thru the Night (Home) – 0:38
Homedemo (1974)
4. Whatever Gets You Thru the Night (Studio) – 3:33
von den 16-Spur-Sessions zum Album Walls and Bridges (1974)
5. Yesterday (parody) (Lennon/McCartney) – 0:33
von den 16-Spur-Sessions zum Album Walls and Bridges (1974)
6. Be-Bop-A-Lula (Gene Vincent/Tex Davis) – 2:52
von den 16-Spur-Sessions zum Album Rock ’n’ Roll (1974)
7. Rip It Up/Ready Teddy (Robert Blackwell/John Marascalco) – 2:32
von den 16-Spur-Sessions zum Album Rock ’n’ Roll (1974)
8. Scared – 5:02
von den 16-Spur-Sessions zum Album Walls and Bridges (1974)
9. Steel and Glass – 4:46
von den 16-Spur-Sessions zum Album Walls and Bridges (1974)
10. Surprise, Surprise (Sweet Bird of Paradox) – 2:58
von den 16-Spur-Sessions zum Album Walls and Bridges (1974)
11. Bless You – 4:15
von den 16-Spur-Sessions zum Album Walls and Bridges (1974)
12. Going Down on Love – 0:54
von den 16-Spur-Sessions zum Album Walls and Bridges (1974)
13. Move Over Ms. L – 3:10
von den 16-Spur-Sessions zum Album Walls and Bridges (1974)
14. Ain’t She Sweet (Yellen/Ager) – 0:28
von den 16-Spur-Sessions zum Album Walls and Bridges (1974)
15. Slippin’ and Slidin’ (Richard Penniman/Bocage/Collins/Smith) – 2:28
von den 16-Spur-Sessions zum Album Rock ’n’ Roll (1974)
16. Peggy Sue (Allison/Buddy Holly/Petty) – 1:18
von den 16-Spur-Sessions zum Album Rock ’n’ Roll (1974)
17. Bring It on Home to Me/Send Me Some Lovin’ (Sam Cooke/Leo Price) – 3:50
von den 16-Spur-Sessions zum Album Rock ’n’ Roll (1974)
18. Phil and John 1 – 2:13
von den 16-Spur-Sessions zum Album Rock ’n’ Roll (1973)
19. Phil and John 2 – 2:00
von den 16-Spur-Sessions zum Album Rock ’n’ Roll (1973)
20. Phil and John 3 – 0:54
von den 16-Spur-Sessions zum Album Rock ’n’ Roll (1973)
21. ‘When In Doubt, Fuck It’ – 0:09
von den 16-Spur-Sessions zum Album Rock ’n’ Roll (1973)
22. Be My Baby (Phil Spector/Ellie Greenwich/Jeff Barry) – 4:32
von den 16-Spur-Sessions zum Album Rock ’n’ Roll (1973), bisher unveröffentlichtes Lied
23. Stranger’s Room – 3:17
Homedemo (1980)
24. Old Dirt Road (John Lennon/Harry Nilsson) – 3:54
von den 16-Spur-Sessions zum Album Walls and Bridges (1974)

CD 4Dakota
1. I’m Losing You – 4:06
Version mit Mitgliedern von Cheap Trick als Begleitband, von den 16-Spur-Sessions zu den Alben Double Fantasy/Milk and Honey (1980)
2. Sean’s ‘Little Help’ – 0:57
Homedemo (1979)
3. Serve Yourself – 3:47
Homedemo (1980)
4. My Life – 2:36
Homedemo (1980)
5. Nobody Told Me – 3:31
von den 16-Spur-Sessions zu den Alben Double Fantasy/Milk and Honey (1980)
6. Life Begins at 40 – 2:23
Homedemo (1980)
7. I Don’t Wanna Face It – 3:31
von den 16-Spur-Sessions zu den Alben Double Fantasy/Milk and Honey (1980)
8. Woman – 4:01
Homedemo (1980)
9. Dear Yoko – 2:33
von den 16-Spur-Sessions zu den Alben Double Fantasy/Milk and Honey (1980)
10. Watching the Wheels – 3:04
Homedemo (1980)
11. I’m Stepping Out – 4:19
von den 16-Spur-Sessions zu den Alben Double Fantasy/Milk and Honey (1980)
12. Borrowed Time – 3:57
Homedemo (1980)
13. The Rishi Kesh Song – 2:26
Homedemo (1980)
14. Sean’s ‘Loud’ – 0:33
Homedemo (1979)
15. Beautiful Boy (Darling Boy) – 4:11
von den 16-Spur-Sessions zu den Alben Double Fantasy/Milk and Honey (1980)
16. Mr. Hyde’s Gone (Don’t Be Afraid) – 2:41
Homedemo (1980)
17. Only You (And You Alone) (Ande Rand/Buck Ram) – 3:24
John-Lennon-Aufnahme, die von Ringo Starr später neu eingesungen wurde (1974)
18. Grow Old with Me – 3:18
Homedemos (1980), das auf Milk and Honey erschien, hier aber in einer von George Martin orchestrierten Version
19. Dear John – 2:13
Homedemos (1980)
20. The Great Wok – 3:13
Homedemo (1979)
21. Mucho Mungo – 1:24
Homedemo (1976)
22. Satire 1 – 2:20
Homedemo (1979)
23. Satire 2 – 4:34
Homedemo (1979)
24. Satire 3 – 0:45
Homedemo (1979)
25. Sean’s “In The Sky” – 1:22
Homedemo (1979)
26. It’s Real – 1:05
Homedemo (1979)

## Chartplatzierungen
| ChartsChartplatzierungen       | Höchstplatzierung | Wochen |
| ------------------------------ | ----------------- | ------ |
| Vereinigtes Königreich (OCC)   | 62 (1 Wo.)        | 1      |
| Vereinigte Staaten (Billboard) | 99 (2 Wo.)        | 2      |

## Verkaufszahlen und Auszeichnungen
| Land/Region               | Auszeichnungen für Musikverkäufe (Land/Region, Auszeichnung, Verkäufe) | Verkäufe |
| ------------------------- | ---------------------------------------------------------------------- | -------- |
| Vereinigte Staaten (RIAA) | Gold                                                                   | 500.000  |
| Insgesamt                 | 1× Gold ·                                                              | 500.000  |